# おじゃMAP!!
『おじゃMAP!!』（おじゃマップ）は、フジテレビ系列にて2012年1月25日から2018年3月28日まで毎週水曜日 19:00 - 19:57（JST）に放送されていた旅バラエティ番組。キャッチフレーズは「あなたの街をおじゃMAP!!」。
2015年3月までのタイトルは『おじゃマップ』で、2015年4月放送分より現在のタイトルに変更となった。
ステレオ放送、文字多重放送を実施。

## 概要
本番組は2011年1月から単発の特別番組としてパイロット版が合計5回放送され、2012年1月25日より毎週水曜日の19:00 - 19:57（JST、ゴールデン枠）で放送開始。
　香取慎吾とアンタッチャブルの山崎弘也が全国各地の「日本一」にちなんだ町の数々を訪れ、人々との出会いを通して番組独自の地図「おじゃマップ」を作り上げる旅番組・紀行番組として視聴者の高評価を得てレギュラー放送化した。毎回、香取と山崎の他に2組程度のゲストが登場していた。
2013年4月から2014年3月まで、ゲスト数名とグルメスポットを訪れて名物メニューとご飯10合（2時間版は20合、2013年12月25日の2時間30分SPは25合）を平らげるグルメロケ「おジャーマップ」や、テーマパーク・百貨店などの観光スポットなどを司会・ゲストが変装して訪れる回などの新企画が行われた。2014年4月から日本各地にある人気店の社長に訪問するロケ「ご当地社長におじゃマップ」や様々な依頼の中から面白い依頼に応える「オモシロご依頼におじゃマップ」などの企画が行われていた。
2015年4月からタイトルロゴが変更され、「おじゃMAP!!」に改題。2015年3月まで基本的にすべてロケの番組構成だったが、改題に伴ったリニューアルにより、これまで頻繁に登場したゲストを中心にした「おじゃMAP!!ファミリー」が、古民家の茶の間風のスタジオでロケパートを見る構成に変更となった。香取・山崎が「今後レギュラーになってほしい」、「自らレギュラーになりたい」ゲストらを迎えてロケを行ったが、スタジオパートの挿入は数回程度で取り止められた。
2015年6月放送回からタイトルロゴが再度変更されて「おじゃ」と「!!」が黒の細字、「MAP」は様々な色で表した太字になった。この頃から、当時話題となったマイナンバー制度を専門家に分かりやすく解説する企画や、スキャンダルに巻き込まれた芸能人のスマホに保存されてる写真を断捨離させるコーナーを放送させるなど、初期の頃の番組の特色が徐々に薄れつつあった。
2018年1月24日放送分において、同年3月をもって本番組が終了することが発表された。これにより、香取の地上波におけるレギュラー番組がすべて終了することになった。
2018年3月28日の最終回を以て、約6年の放送に終止符を打った。同日は19:00 - 21:54に3時間スペシャルとして放送され、一部は生放送が行われた。
最終回の視聴率は、5.6%だった。
2025年1月4日に約7年ぶりに一夜限りの復活特番として放送。

## 出演者

### レギュラー
- 香取慎吾（2016年12月まではSMAP）
- 山崎弘也（アンタッチャブル）
  - 民家でのロケ交渉などアポイント取りは山崎曰く「アポ取り名人」の香取が、ロケ地での購入品などの荷物持ちは山崎の役目となっていた。また、山崎はほかの番組ではボケたり共演者を弄ったりしているが、本番組では香取のボケをツッコむ（「おジャーマップ」の企画では、香取がご飯以外の主食（例：ラーメンなど）をこっそり食べているシーンがあり、それを山崎が注意する）役目を担っていた。
  - 番組では「慎吾ママ」を登場させる回（2012年2月22日放送分）もあった。

### 準レギュラー
- 山本耕史
- 観月ありさ
  - 山本と観月は香取の親友枠として度々番組に出演した｡

### ナレーター
終了時点
- 保村真（2016年6月22日 - 2018年3月28日、番組全体を担当）
- 高塚正也（レギュラー放送開始～2015年12月23日放送回まで、2016年1月13日以降は予告スポットを担当）

過去
- 奥田民義（第4回まで。（裏番組のナレーションを行っている為。））
- 加藤ルイ（第5回。）
- 坂上みき（サタ☆スマ時代からの流れで引き続き。「慎吾ママ」のコーナーのみで不定期。）
- 平野義和（2016年1月13日 - 6月8日、番組全体を担当）

## スタッフ
- ナレーター：高塚正也、庄司宇芽香、寺瀬今日子、平野義和、保村真、小幡研二、津野まさい、若本規夫
- 構成：鈴木おさむ、松田敬三、佐藤大地、本松エリ、岩本哲也
- スタイリスト：黒澤彰乃
- メイク：石崎達也、中村いと（維斗子）
- タイトル：田中秀幸（フレイムグラフィックス）
- TP：高瀬義美
- TD・カメラ：宮本直也
- VE：武田和浩
- 音声：浮所哲也
- 照明：加藤紗絵子
- TK：楮本眞澄
- 編集：宮下圭介、篠原一瑞
- MA：東口智大
- オフライン：坂口雄祐（一時離脱→復帰）
- 音響効果：高島慎太郎、長濱麻衣子
- 美術プロデューサー：三竹寛典（以前は美術制作→一時離脱）
- 美術進行：中村秀美
- デザイン：邨山直也
- 大道具：山本和成
- 装飾：川合将吾
- アクリル装飾：犬塚健
- 編成：渋谷謙太郎（一時離脱→復帰）、春名剛生（以前はプロデューサー）、加藤達也
- 広報：山本麻祐子
- デスク：宮崎由佳
- FD：北村高雄
- AD：川口翼、雲越昭弘、中山拓也、後亮佑、後閑雄介、鈴木勇介、山口ひとみ、宮崎弘平、水主惟弘、鈴木雅己（巳）、芳賀直之、新垣拓也、芝内竜成、岡本暸、永井玲名、阿部渚、竹内允人、木場晴香、中丸千裕
- AP：見戸夏美（2018年1月24日 - ）
- ディレクター：井熊俊博（以前は総合演出→D）、石武士、渡辺剛、松清弘卓、岡田純一、前場智也（以前はFD）、東隆志、井上融、角山僚祐、大熊一成（以前はAD→FD）
- プロデューサー：上野貴央、ながさわコーヤ（以前は制作プロデューサー）、西敏也、三浦雅登
- 監修：戸渡和孝
- チーフプロデューサー：黒木彰一
- リサーチ：フォーミュレーション、リベラス、近藤雄亮、大石依里香
- CG：グレートインターナショナル
- 技術協力：ニューテレス、プログレッソ、OMNIBUS JAPAN、東京オフラインセンター
- 制作協力：ビー・ブレーン、LOGIC ENTERTAINMENT、フナヤ278
- 制作：フジテレビ編成局制作センター第二制作室（旧バラエティ制作センター→制作局第二制作センター）
- 制作著作：フジテレビ

### 過去のスタッフ
- スタイリスト：内田あゆみ
- メイク：中逸あゆみ
- リサーチ：LLPプラモ、ビスポ、高木美嘉、PLAMO
- 技術：ヴァーテック千代田
- TP：志水敏明（ヴァーテック千代田）
- SW：横山政照
- CAM：野口弘、平野善男、深澤克仁、植田和彦、永島良一、桧山賢一郎
- MIX：津田浩之、湯沢春城、池上行大、清家克己
- VE：山口聡、関文彦、久保翼、高橋正直
- 照明：向出進、熊田毅、本郷朋之、佐藤博樹
- 装飾：門間誠、山下正美
- 電飾：田上淳子
- 植木装飾：広田明
- MA：小川るみ
- 車両：増田功
- 音響効果：斉藤信之
- 編集：梅本大介
- オフライン：安部華子、崔豪成、中村広嗣
- TK：小島美和子、松下絵里
- 広報：稲葉恵子、小中ももこ
- デスク：保坂美帆
- FD：浅倉俊之
- AD：長谷部敏史、高松晃希、池田健吾、井上未来、森実慶太郎、山浦秀也、秦彰宏、林昇平、山脇達雄、早川大介、百田真規、植木やよい、配藤麻衣
- AP：鈴木貴也、後藤央、中村悦子
- 制作進行：陣川友裕
- ディレクター：竹山耕太郎、橋本康弘、山中豪、陣川友裕、樋谷昌史、中島太一、斉藤カツオ、阿部和孝、熊澤謙一、後藤啓一、松田由紀子、濱口賢治、山田晃久、中川大輔、渋川大輔、鈴木圭介、相澤雄、大森千代美、松永健太郎、印田弘幸
- チーフディレクター：制野慎太郎、田中慶、鈴木隆浩、川名良和
- 演出：かわのけいすけ
- プロデューサー：鬼頭貴彦
- 技術協力：千代田ビデオ、ワインド・アップ、FLT、fmt
- 協力：ジャニーズ事務所

### 復活特番
- ナレーター：高塚正也
- 構成︰松田敬三、近藤雄亮
- CAM︰安達良、山田洋和、三好哲也、千葉弦毅
- VE︰中村寿昌、楠部達也
- CA︰亀田勇
- AUD︰中川繁
- 美術プロデューサー︰小林大輔
- 大道具製作︰山本和成
- アクリル装飾︰犬塚健
- カート製作︰枝茂孝
- 編集︰篠原一瑞
- MA︰松岡洋一
- 音響効果︰高島慎太郎
- イラスト︰グレートインターナショナル
- フードコーディネーター︰ココミール、松山綾子
- 協力︰台東区フィルム・コミッション ほか
- 編成︰春名剛生、前田泰成
- 広報︰飯泉英一郎
- TK︰山口奈保美
- デスク︰市川亜季
- 演出補︰三浦紗彩香、小野陽平、伊藤克樹、嶋岡夢佳、橋本圭佑、願法健、岸川遥菜、荒井優月
- 制作進行︰大津彩梛
- ディレクター︰前場智也、後閑雄介、大友淳
- 企画︰井熊俊博
- エグゼクティブプロデューサー︰黒木彰一、三浦雅登、西敏也
- プロデューサー︰大平進士、梶山智未、ながさわコーヤ、坪井理紗、中村宏信、新井澄代
- チーフプロデューサー：上野貴央
- 総合演出︰渡辺剛
- 協力︰池田屋、東京オフラインセンター、TELCOM、yumomin、OMNIBUS JAPAN
- 美術協力︰フジアール
- 車両協力︰東名運輪株式会社
- 制作協力︰EpocL、BEE BRAIN、フナヤ278
- 制作：フジテレビ編成総局編成局編成戦略センター編成部
- 制作著作：フジテレビ

## ネット局と放送時間
| 放送対象地域  | 放送局                    | 系列                                         | 放送時間           | ネット状況 |
| ------------- | ------------------------- | -------------------------------------------- | ------------------ | ---------- |
| 関東広域圏    | フジテレビ（CX）          | フジテレビ系列                               | 水曜 19:00 - 19:57 | 制作局     |
| 北海道        | 北海道文化放送（uhb）     | フジテレビ系列                               | 水曜 19:00 - 19:57 | 同時ネット |
| 岩手県        | 岩手めんこいテレビ（mit） | フジテレビ系列                               | 水曜 19:00 - 19:57 | 同時ネット |
| 宮城県        | 仙台放送（OX）            | フジテレビ系列                               | 水曜 19:00 - 19:57 | 同時ネット |
| 秋田県        | 秋田テレビ（AKT）         | フジテレビ系列                               | 水曜 19:00 - 19:57 | 同時ネット |
| 山形県        | さくらんぼテレビ（SAY）   | フジテレビ系列                               | 水曜 19:00 - 19:57 | 同時ネット |
| 福島県        | 福島テレビ（FTV）         | フジテレビ系列                               | 水曜 19:00 - 19:57 | 同時ネット |
| 新潟県        | 新潟総合テレビ（NST）     | フジテレビ系列                               | 水曜 19:00 - 19:57 | 同時ネット |
| 長野県        | 長野放送（NBS）           | フジテレビ系列                               | 水曜 19:00 - 19:57 | 同時ネット |
| 静岡県        | テレビ静岡（SUT）         | フジテレビ系列                               | 水曜 19:00 - 19:57 | 同時ネット |
| 富山県        | 富山テレビ（BBT）         | フジテレビ系列                               | 水曜 19:00 - 19:57 | 同時ネット |
| 石川県        | 石川テレビ（ITC）         | フジテレビ系列                               | 水曜 19:00 - 19:57 | 同時ネット |
| 福井県        | 福井テレビ（FTB）         | フジテレビ系列                               | 水曜 19:00 - 19:57 | 同時ネット |
| 中京広域圏    | 東海テレビ（THK）         | フジテレビ系列                               | 水曜 19:00 - 19:57 | 同時ネット |
| 近畿広域圏    | 関西テレビ（KTV）         | フジテレビ系列                               | 水曜 19:00 - 19:57 | 同時ネット |
| 鳥取県 島根県 | 山陰中央テレビ（TSK）     | フジテレビ系列                               | 水曜 19:00 - 19:57 | 同時ネット |
| 岡山県 香川県 | 岡山放送（OHK）           | フジテレビ系列                               | 水曜 19:00 - 19:57 | 同時ネット |
| 広島県        | テレビ新広島（tss）       | フジテレビ系列                               | 水曜 19:00 - 19:57 | 同時ネット |
| 愛媛県        | テレビ愛媛（EBC）         | フジテレビ系列                               | 水曜 19:00 - 19:57 | 同時ネット |
| 高知県        | 高知さんさんテレビ（KSS） | フジテレビ系列                               | 水曜 19:00 - 19:57 | 同時ネット |
| 福岡県        | テレビ西日本（TNC）       | フジテレビ系列                               | 水曜 19:00 - 19:57 | 同時ネット |
| 佐賀県        | サガテレビ（STS）         | フジテレビ系列                               | 水曜 19:00 - 19:57 | 同時ネット |
| 長崎県        | テレビ長崎（KTN）         | フジテレビ系列                               | 水曜 19:00 - 19:57 | 同時ネット |
| 熊本県        | テレビくまもと（TKU）     | フジテレビ系列                               | 水曜 19:00 - 19:57 | 同時ネット |
| 宮崎県        | テレビ宮崎（UMK）         | フジテレビ系列 日本テレビ系列 テレビ朝日系列 | 水曜 19:00 - 19:57 | 同時ネット |
| 鹿児島県      | 鹿児島テレビ（KTS）       | フジテレビ系列                               | 水曜 19:00 - 19:57 | 同時ネット |
| 沖縄県        | 沖縄テレビ（OTV）         | フジテレビ系列                               | 水曜 19:00 - 19:57 | 同時ネット |
| 大分県        | テレビ大分（TOS）         | 日本テレビ系列 フジテレビ系列                | 不定期放送         | 遅れネット |
| 山口県        | テレビ山口（tys）         | TBS系列                                      | 日曜 13:54 - 14:54 | 遅れネット |
| 青森県        | 青森放送（RAB）           | 日本テレビ系列                               | 土曜 12:30 - 13:30 | 遅れネット |

- 四国放送（徳島県、日本テレビ系列）では土日の空いた編成枠を使って不定期放送が行われていた。